# Chapelle Saint-Jacques-le-Majeur d'Abriès-Ristolas
La chapelle Saint-Jacques-le-Majeur est une chapelle du diocèse de Gap et d'Embrun située à Abriès-Ristolas, dans les Hautes-Alpes.

## Histoire et architecture
La chapelle a été détruite puis a été reconstruite sur une parcelle plus petite après 1825, date de la création du cadastre.